# 모리건 앤슬랜드
모리건 앤슬랜드(Morrigan Aensland, モリガン・アーンスランド)는 캡콤의 격투 게임 시리즈 《다크스토커즈》에 등장하는 가상의 여주인공이자 반영웅이다. 1994년 《다크스토커즈: 더 나이트 워리어즈》에서 데뷔한 이래로 시리즈 전 작품에 출연했으며, 관련 매체 및 상품들이나 《마블 vs. 캡콤》과 《SNK vs. 캡콤》같은 크로스오버 비디오 게임들에도 등장했다.
모리건은 마계의 여왕이자 서큐버스로, 관련 인물로 라이벌 데미트리 맥시모프와 자신에게서 분리된 인격 릴리스가 있다.

## 같이 보기
- 다크스토커즈의 등장인물 목록